# Eteropoliacido
Un eteropoliacido è una classe di acidi composti da una combinazione particolare di idrogeno e ossigeno con alcuni metalli e non metalli. Questo tipo di acido trova largo impiego come acido catalizzatore "riciclabile" nelle reazioni chimiche.
Per qualificare un composto come eteropoliacido esso deve contenere:
- un metallo come il tungsteno, il molibdeno o il vanadio, che chiameremo atomi addendi;
- ossigeno;
- un elemento del blocco-p della tavola periodica degli elementi, come il silicio, il fosforo o l'arsenico
- idrogeni acidi.

Gli atomi metallico addendi legati dagli atomi di ossigeno formano un cluster con l'eteroatomo legato all'interno con gli atomi di ossigeno. Esempi con anche più di un tipo di metalli addendi o di etero-atomi all'interno del cluster sono conosciuti. Gli anioni coniugati degli eteropoliacidi sono detti poliossometallati.
A causa delle differenti possibilità di combinazione degli atomi addendi e degli etero-atomi ci sono molti differenti eteropoliacidi. Due dei gruppo meglio conosciuti sono quelli basati sulla struttura di Keggin, HnXM12O40, e su quella di Dawson HnX2M18O62. 

| Struttura dell'anione dell'acido fosfotungstico | ione del tipo Dawson              |
| struttura tipo Keggin, XM12O40n−                | struttura tipo Dawson, X2M18O62n− |

Alcuni esempi sono:
- H4Xn+M12O40, X = Si, Ge; M = Mo, W
- H3Xn+M12O40, X = P, As; M = Mo, W
- H6X2M18O62, X=P, As;M = Mo, W

Gli eteropoliacidi sono largamente impiegati come catalizzatori omogenei e catalizzatori eterogenei, in maniera particolare quelli basati sulla struttura tipo Keggin poiché possiedono buona stabilità termica, alta acidità e sono ottimi ossidanti. Alcuni esempi di catalisi sono :
- Catalisi acida omogenea
  - idrolisi del propene a dare 2-propanolo mediante H3PMo12O40 e H3PW12O40
  - la reazione di Prins mediante H3PW12O40
  - polimerizzazione del THF con H3PW12O40
- Catalisi acida eterogenea
  - Deidratazione del 2-propanolo a propene e metanolo con H3PW12O40
  - Reforming dell'esano a 2-metilpentano (isoesano) con  H3PW12O40 on SiO2
- Ossidazione omogenea
  - Cicloesene + H2O2 a acido adipico con un mix di addendi H3PMo6V6O40
  - Chetone + O2 a dare acido e aldeide con un mix di addendi H5PMo10V2O40

Gli eteropoliacidi sono stati a lungo utilizzati in analisi e in istologia e sono un componente di molti reagenti come per esempio il reattivo di Folin-Ciocâlteu.